# Frank D’Rone
Frank D’Rone (ur. 26 kwietnia 1932 w Brockton, w stanie Massachusetts, zm. 3 października 2013) – amerykański gitarzysta i wokalista jazzowy.